# 年芸
年芸（1982年10月9日—），江苏扬州人，中国女子游泳运动员。

## 生平
1996年获得亚洲游泳锦标赛个人200米自由泳冠军，女子4×100米自由泳接力冠軍。1996年，年云代表中国游泳队获得了1996年夏季奥林匹克运动会女子4×100米自由泳接力银牌，女子4×200米自由泳接力第八名，成为了当时中国游泳队的“五小花”之一。1997年在瑞典歌德堡第三届世界短池游泳錦標賽中获得女子个人200米自由泳銀牌，女子4×100米自由泳接力金牌（破世界纪录），女子4×200米自由泳接力金牌（破世界纪录）。

## 主要荣誉
- 1995年：南京市“三八”红旗手光荣称号
- 1996年：江苏省人民政府颁发的一等功证书
- 1996年：中华人民共和国体育运动一级奖章
- 1997年：中华人民共和国体育运动荣誉奖章